# エーゲン・カパタナ
エーゲン・カパタナ（Eugen Căpățînă、1986年6月18日 - ）は、ルーマニアのラグビーユニオン選手。

## プロフィール
- ルーマニア・バルシュ出身[1]。
- ポジションはフッカー(HO)。
- 身長 184cm、体重 118kg
- ルーマニア代表キャップは34（2025年5月現在）でラグビーワールドカップ2015のルーマニア代表に選ばれた[2]。

## 略歴
CSAステアウア・ブクレシュティ、ティミショアラ・サラセンズを経て、2013年、ブカレスト・ウルブズに加入。